# Bracon levicorpus
Bracon levicorpus är en stekelart som beskrevs av Cameron 1910. Bracon levicorpus ingår i släktet Bracon och familjen bracksteklar. Inga underarter finns listade.